# Karmoråsen
Karmoråsen este o arie protejată (arie specială de conservare — SAC, sit de importanță comunitară — SCI) din Suedia întinsă pe o suprafață de 512,6 ha, integral pe uscat.

## Localizare
Centrul sitului Karmoråsen este situat la coordonatele 61°50′20″N 12°31′25″E / 61.8389°N 12.5237°E.

## Înființare
Situl Karmoråsen a fost declarat sit de importanță comunitară în decembrie 1995 pentru a proteja 1 specie de animale. Situl a fost protejat și ca arie specială de conservare în martie 2011.

## Biodiversitate
Situată în ecoregiunea boreală, aria protejată conține 2 habitate naturale: Lacuri și iazuri distrofice naturale, Taiga vestică.
La baza desemnării sitului se află o specie protejată de  mamifere: râs eurasiatic (Lynx lynx).